# Rainbow Warrior (1957)
Quella che era la Rainbow Warrior II di Greenpeace e che ora si chiama Rongdhonu, è una goletta a tre alberi di proprietà ora dell'associazione Friendship. Fu costruita dallo scafo della nave da pesca d'altura Grampian Fame, che era stata costruita a Selby, North Yorkshire e varato nel 1957. In origine era lunga 44 metri ed alimentata a vapore, ma è stata estesa a 55,2 m nel 1966.
In seguito all'affondamento della Rainbow Warrior I, avvenuto nel 1985 ad Auckland, nel 1987 Greenpeace acquista, anche grazie al denaro ricevuto in indennità dalla Francia al termine del processo per i fatti avvenuti, una nuova nave (appunto la Rainbow Warrior II) con vele comandate meccanicamente per risparmiare carburante. La nuova nave fu risistemata con l'obiettivo di minimizzare il suo impatto ambientale: un veliero a tre alberi e motore diesel da 555 tonnellate a scafo metallico costruito in Gran Bretagna e una serie di sistemi a basso impatto ambientale per la gestione dei rifiuti, riscaldamento e acqua calda. Ha spazio per un equipaggio di 30 persone e può navigare ininterrottamente per 30 giorni.
Questa nuova imbarcazione è stata ufficialmente varata ad Amburgo il 10 luglio 1989, il quarto anniversario dell'affondamento da parte dei servizi segreti francesi dell'originale Rainbow Warrior.
Essa ha operato fino al 2011 a sostegno delle azioni di protesta dell'organizzazione in tutto il mondo: fu presente al Summit della Terra a Rio de Janeiro nel 1992, nel 1993 sostituì la Sirius nella campagna per la difesa del mediterraneo. Nel 1995 è di nuovo nell'Oceano Pacifico per manifestare contro i test nucleari della Francia a Moruroa dove è al centro delle attenzioni delle truppe francesi insieme alla nave MV Greenpeace. Nel 2001 è in Qatar per far pressioni al WTO affinché gli USA aderiscano al Protocollo di Kyōto.
La Rainbow Warrior, pilotata dal capitano Mike Fincken, è stata attraccata al porto di Legazpi (Albay) nelle Filippine a partire dal 22 maggio 2008 per un mese, in occasione della campagna  "Quit Coal, Save the Climate", una campagna che mira ad educare le persone sugli effetti nocivi dell'uso di carbone per l'ambiente, in particolare in relazione ai cambiamenti climatici. Il tour propone fonti di energia alternative come l'energia geotermica e solare.
Dopo 22 anni di azioni non violente nei mari di tutto il Pianeta, la Rainbow Warrior II nell'agosto 2011 viene donata a Friendship, una ONG asiatica, che la utilizza come nave-ospedale per prestare cure mediche ad alcune delle comunità più povere del Bangladesh e della Baia di Bengal e viene chiamata Rongdhonu Friendship Hospital .

Nell'ottobre 2011 a prendere il posto della Rainbow Warrior II, entra in azione la Rainbow Warrior III, la prima nave costruita appositamente per le campagne di Greenpeace. È equipaggiata con le più moderne tecnologie di comunicazione, un eliporto a poppa e due scialuppe di salvataggio. Per tenere al minimo il consumo di carburanti e farne un mezzo di trasporto verde e sostenibile, è dotata di un rivoluzionario sistema di alberatura che sorregge 1260 metri quadrati di vele.
Gli oltre 400.000 componenti della nave sono stati acquistati o costruiti con il sostegno concreto dei donatori dell'associazione. Tutte le sue componenti sono state inoltre studiate per facilitare l'opzione d'uso più sostenibile.

## Galleria d'immagini

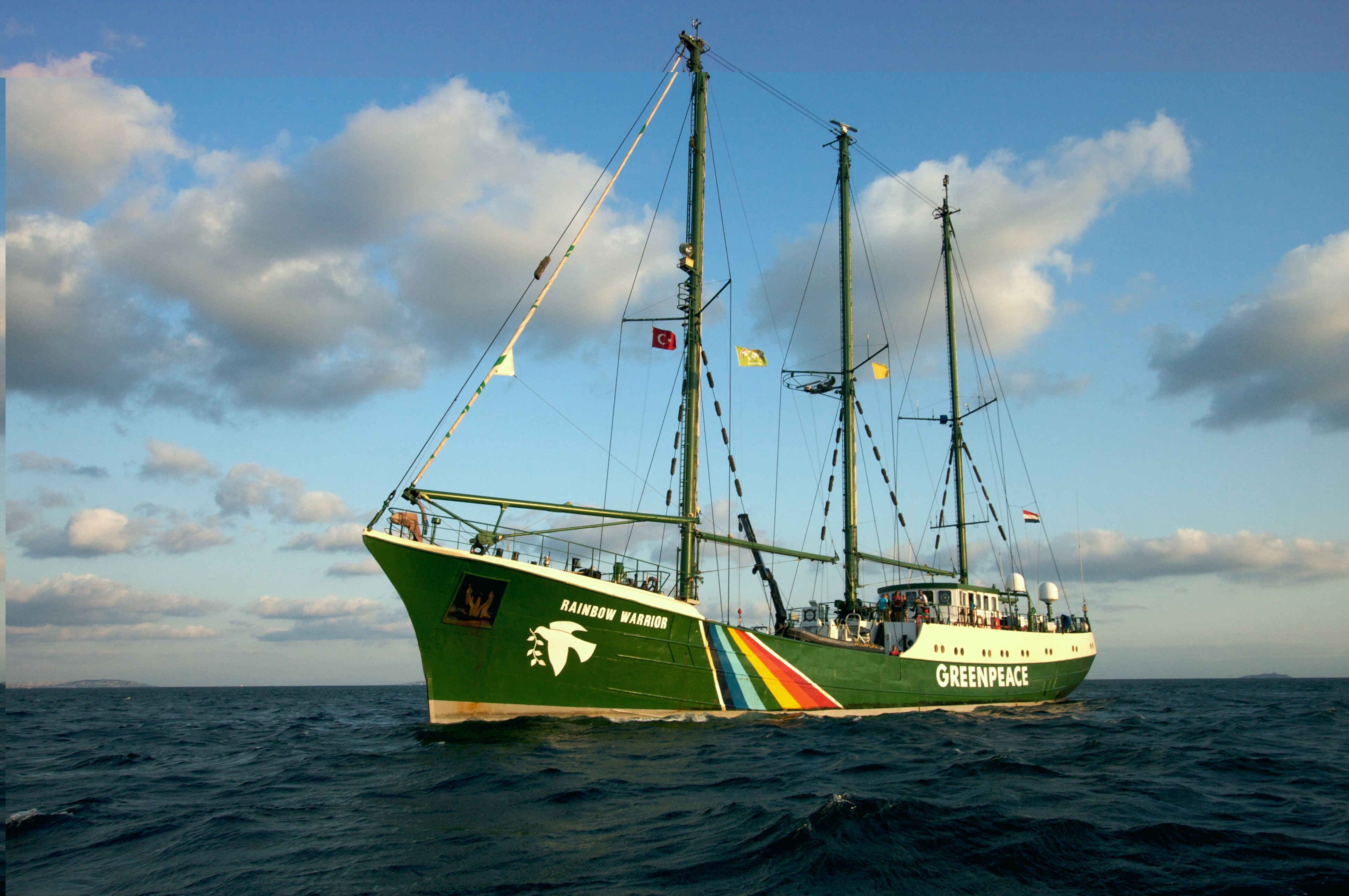
La Rainbow Warrior II nel Bosforo
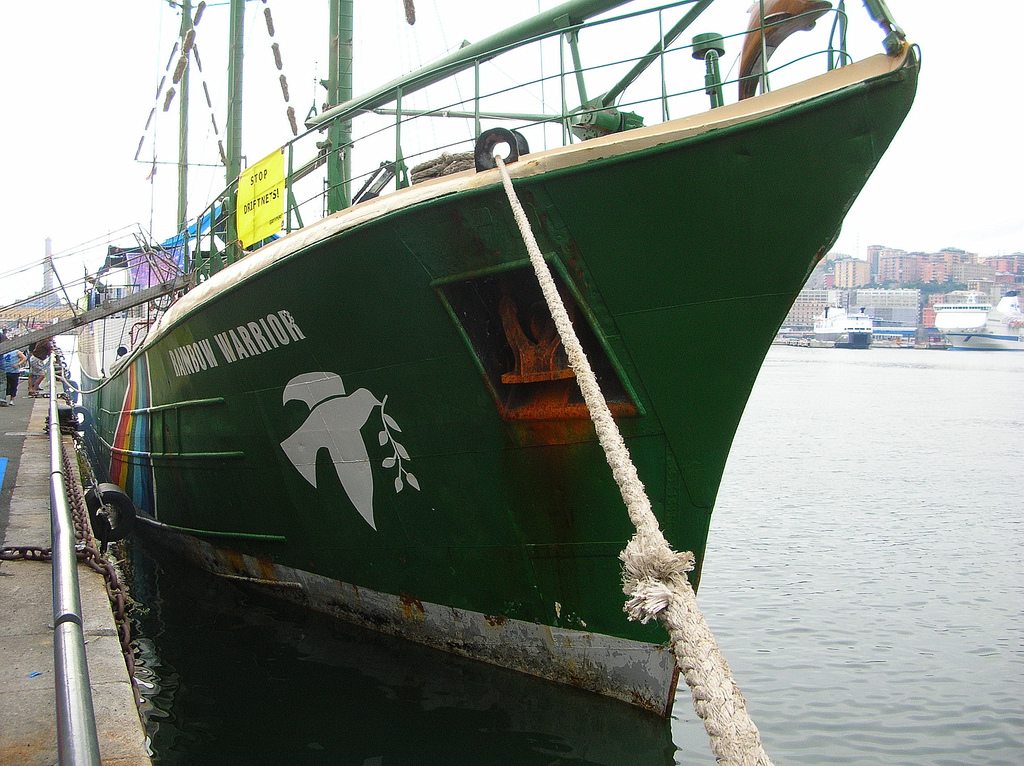
La Rainbow Warrior II ormeggiata nel porto di Genova nel 2007
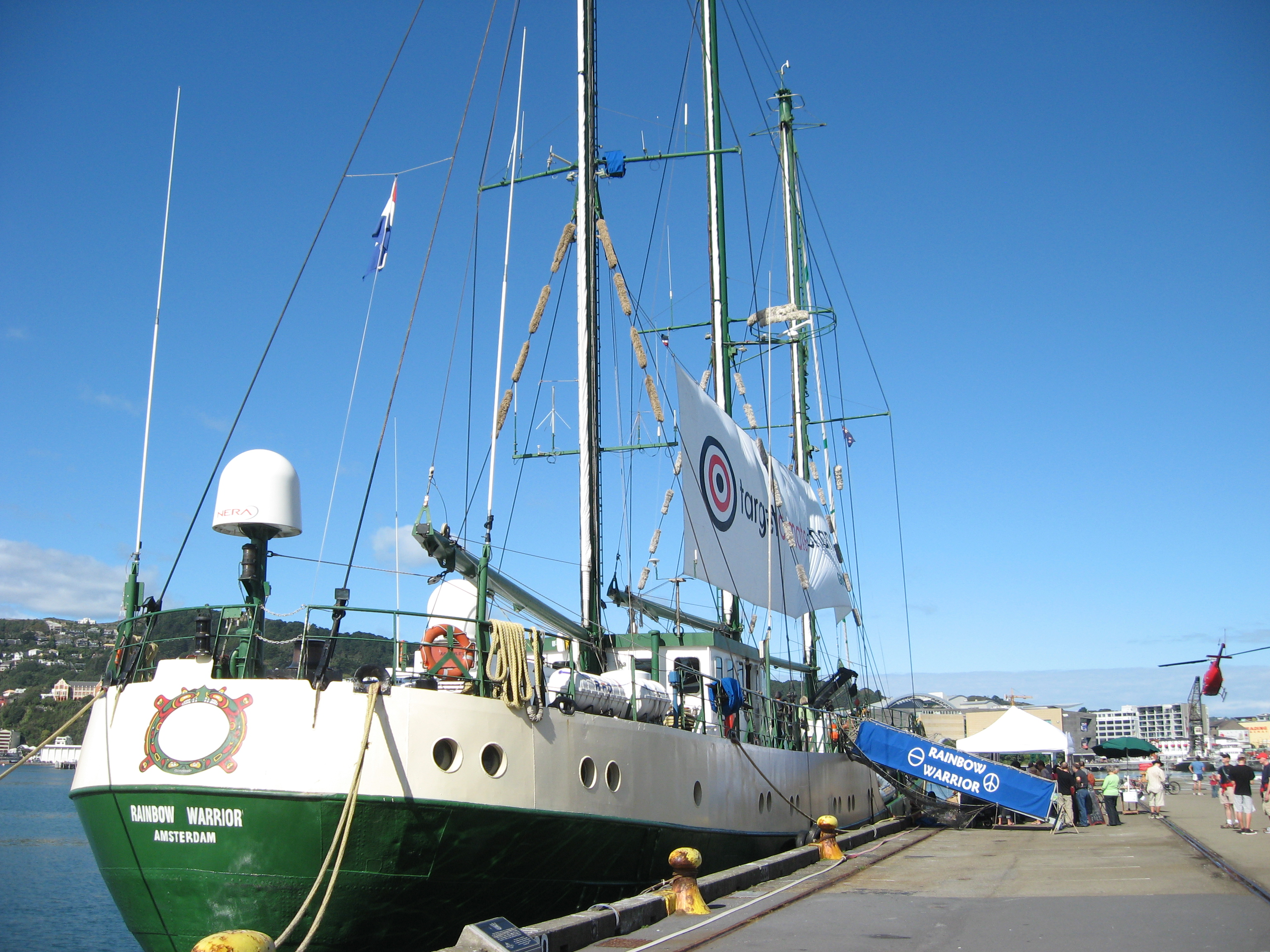
La Rainbow Warrior II ormeggiata nel porto di Wellington nel 2008
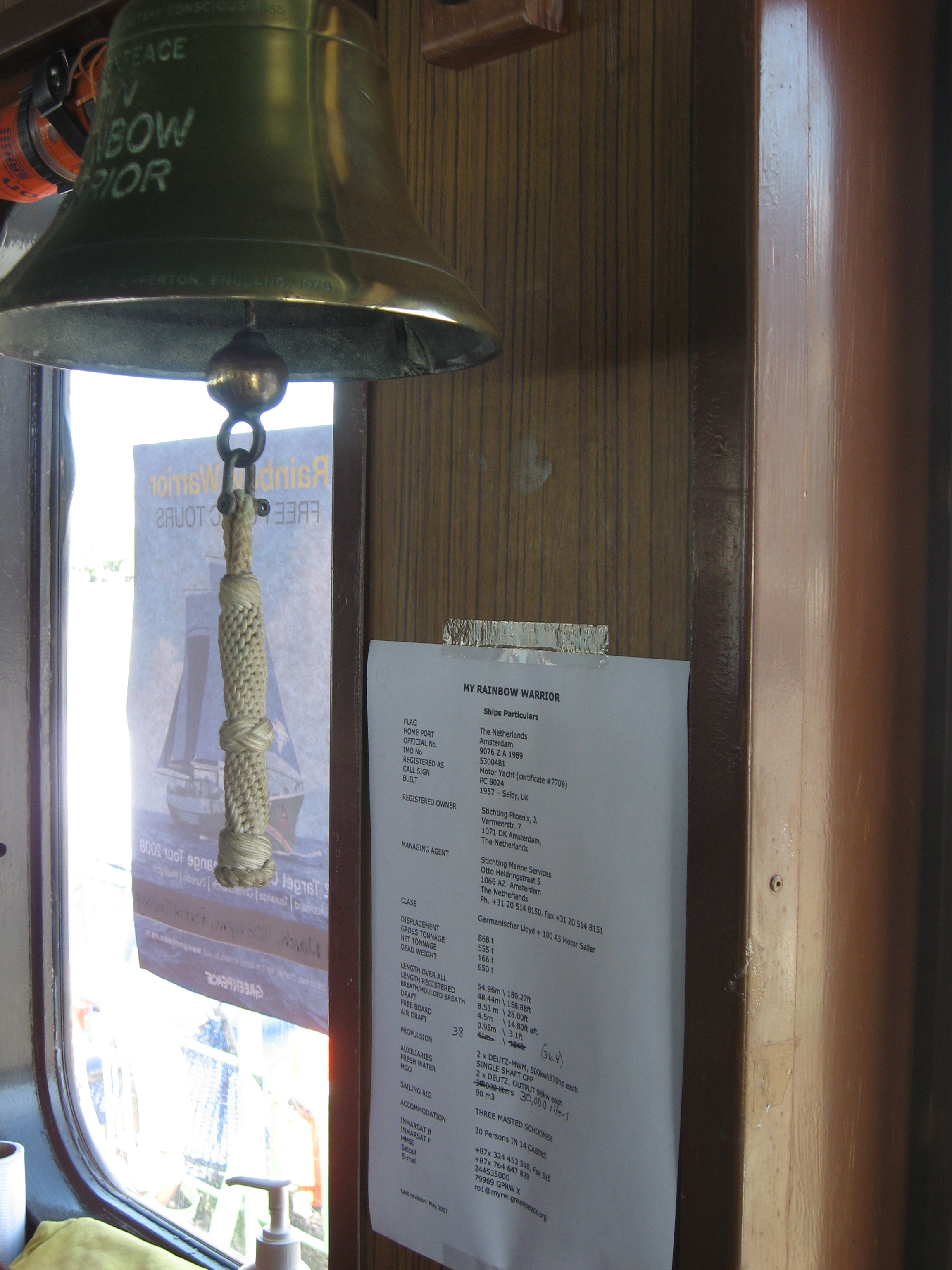
Le specifiche.